# ウィリアム・フィンドレイ
ウィリアム・フィンドレイ（William Findlay, 1768年6月20日 - 1846年11月12日）は、アメリカ合衆国の政治家。民主共和党に所属し、1817年から1820年まで第4代ペンシルベニア州知事、1821年から1827年までアメリカ合衆国上院議員を務めた。

## 生い立ちと初期の経歴
1768年6月20日、ウィリアム・フィンドレイはペンシルベニア植民地のマーサーズバーグにおいて誕生した。フィンドレイは地元の公立学校で学び、フランクリン郡で弁護士として認可を受けた。フィンドレイは背が高く陽気な性格で、非常に話し上手であった。1799年、フィンドレイは父親から農園経営を引き継ぎ、同時にバージニア州民兵で少佐に任ぜられた。フィンドレイは旅団監察官を務め、トーマス・ジェファーソンから高い評価を受けた。州民兵での軍務経験を経てフィンドレイは政治的な支持母体を獲得し、公的職業に関心を抱いた。

## ペンシルベニア州での政治
フィンドレイは民主共和党に所属し、1797年および1803年から1807年までペンシルベニア州下院議員を務めた。1807年から1817年まではペンシルベニア州財務官を務めた。1817年、フィンドレイは民主共和党の党員集会において、州知事サイモン・スナイダーの推薦を受けて次期ペンシルベニア州知事の党候補に指名された。対立候補には同じく民主共和党のジョセフ・ハイスターが立候補した。ハイスターは連邦党の後援も受けたが、フィンドレイは辛うじて勝利を収めた。フィンドレイは学校制度改革を選挙公約としたかったが、党内からの反発を受けて断念した。
ペンシルベニア州知事としてフィンドレイは、就任直後から政敵の厳しい攻撃を受けた。1819年恐慌により州経済が大きな打撃を受けると、フィンドレイは州財務官時代の仕事を批判され、弾劾訴追を提起された。弾劾審議では「州財務官としての職務は適切に行われており、州にとって有益なものであった。フィンドレイには、州民から感謝および謝意を受ける権利を有している」との報告書が出され、州議会は弾劾訴追を棄却した。
フィンドレイはランカスターから遷された新たな州都ハリスバーグに、最初に居住した州知事であった。州議会議事堂はフィンドレイが基本的な内部構造を要求し、在任中に建設が完了した。フィンドレイの自邸宅はハリスバーグ市内のフロント通り北21番地に建設された。フィンドレイは州の問題を議論するための奥座敷を自邸に用意し、また来客用に晩餐会を開ける居間を設けた。
1817年、フィンドレイは所有する1名の奴隷を解放し、「奴隷制度の理念は、正義の理念と矛盾する」と述べた。さらにフィンドレイは、誘拐により異国からペンシルベニアに奴隷を持ち込むことを禁止し、誘拐者に厳罰を科す法律を作成するよう州議会に求めた。

## アメリカ合衆国上院議員
1820年、フィンドレイはジョセフ・ハイスターと民主共和党の党員集会において州知事の座を争い、ハイスターが指名を獲得した。フィンドレイは1821年に州議会により連邦上院議員に選任された。フィンドレイは1827年まで連邦上院議員を務め、第19議会において農務委員会の委員長を務めた。

## 晩年
ハイスターは1827年にアメリカ合衆国造幣局の局長に就任し、1841年に健康的理由で辞任した。1846年11月12日、フィンドレイはペンシルベニア州ハリスバーグの自宅において死去した。フィンドレイの遺体はハリスバーグ市内のハリスバーグ墓地に埋葬された。

## 家族
ウィリアム・フィンドレイの父親は1720年代にアイルランドからペンシルベニアに入植した移民の子サミュエル・フィンドレイ (Samuel Findlay, 1734-1804) であり、ペンシルベニア州マーサーズバーグにおいて商店および農園を経営していた。母親は1720年代にアイルランドからペンシルベニアに入植した移民の孫ジェイン・スミス (Jane Smith, 1748-1783) であった。両親はともにスコットランド系アイルランド人の血を引いた、長老派教会の信徒であった。ウィリアム・フィンドレイの兄ジョン・フェンドレイおよび弟ジェイムズ・フェンドレイはともに、連邦下院議員を務めた。
1791年6月20日、フェンドレイはペンシルベニア州マーサーズバーグのアッパー・ウェスト・コノコチェーグ長老派教会において、北アイルランドからの移民の娘ナンシー・アーウィン (Nancy Irwin, 1763-1824) と結婚した。フェンドレイはナンシーとの間に以下の子供をもうけた。
1. ジェイン・フェンドレイ (Jane Findlay, 1792-1878) - フランシス・ローン・シャンクと結婚
2. ウィリアム・スミス・フェンドレイ (William Smith Findlay, 1794-1821)
3. サミュエル・フェンドレイ (Samuel Findlay b: 26 Apr 1797-1848)
4. アーチボルド・アーウィン・フェンドレイ (Archibald Irwin Findlay, 1799-1839)
5. ジェイムズ・フェンドレイ (James Findlay, 1801-1843)
6. ジョン・キング・フェンドレイ (John King Findlay, 1803-1885)

## 備考
1. ↑  Henry Eckard's Ancestry, Roberta Eckard.
2. ↑  Marriage Records Book, Civil Registry, Franklin Co., PA.